# Heinrich Dirks
Heinrich Friedrich Dirks (* 5. Februar 1802 in Eschwege; † 6. März 1872 in Kassel) war ein deutscher Jurist und Mitglied der kurhessischen Ständeversammlung sowie des Preußischen Abgeordnetenhauses.

## Leben
Nach dem Studium der Rechtswissenschaften wurde Heinrich Dirks Regierungsassessor in Hanau und hatte von 1833 bis 1835 ein Mandat für die kurhessische Ständeversammlung. Diese wurde nach den Unruhen im Jahre 1830 zum Zweck der Beratung und Verabschiedung einer Verfassung gebildet und hatte bis 1866 Bestand, als das Land Hessen durch Preußen annektiert wurde.
Als Dirks im Herbst 1835 wiedergewählt wurde, verweigerte die Regierung hierzu ihre Genehmigung.
Von 1834 an fungierte er als Landsyndikus. In dieser Funktion war er Interessenvertreter der Landstände gegenüber dem Landesherrn. 
In den Jahren 1867/1868 hatte er einen Sitz im Preußischen Abgeordnetenhaus, gewählt als Nationalliberaler für den Wahlkreis Kassel 5 (Eschwege, Schmalkalden, Ortschaft Kaulsdorf). 